# Abraham Lissauer
Abraham Lissauer (ur. 29 lipca 1832 w Kościerzynie, zm. 29 września 1908 w Charlottenburgu) – niemiecki lekarz, antropolog i archeolog pochodzenia żydowskiego.

## Życiorys
Uczęszczał do gimnazjum w Żaganiu i Gdańsku. Po maturze studiował na Uniwersytecie w Berlinie, początkowo filozofię, później prawo, a następnie medycynę, którą ukończył w 1856 na Uniwersytecie Wiedeńskim. W latach 1856–1863 pracował jako lekarz w Lidzbarku i Nidzicy, następnie przeniósł się do Gdańska, gdzie otworzył prywatną praktykę lekarską. Dodatkowo 1867–1869 pracował w gdańskim Instytucie Położniczym. 1871–1879 był doradcą nadburmistrza Leopolda von Wintera oraz konsultantem przy budowie miejskich wodociągów. Był działaczem i od 1887 pierwszym prezesem Zachodniopruskiej Izby Lekarskiej w Gdańsku. 
Wolny czas poświęcał swojej pasji – archeologii, antropologii i etnologii. Prowadził badania wykopaliskowe na Pomorzu Gdańskim, m.in. w Odrach w Borach Tucholskich i w Oliwie koło Gdańska. Wiele podróżował, uczestniczył w międzynarodowych kongresach, utrzymywał kontakty z najwybitniejszymi uczonymi, m.in. z Rudolfem Virchowem. W 1870 odwiedził Heinricha Schliemanna w Grecji. W 1872 utworzył w gdańskim Towarzystwie Przyrodniczym sekcję antropologiczną, zajmującą się badaniami antropologicznymi oraz archeologicznymi, i przez wiele lat był jej przewodniczącym. W 1892 przeniósł się do Berlina i poświęcił wyłącznie pracy naukowej.
Od 1900 roku należał do Niemieckiej Akademii Przyrodników Leopoldina. W 1903 cesarz Wilhelm II nadał mu tytuł profesorski.
Spośród jego prac naukowych największe znaczenie ma opublikowana w 1887 monografia Die prähistorischen Denkmäler der Provinz Westpreussen und der angrenzenden Gebiete (Prehistoryczne zabytki prowincji Prus Zachodnich i sąsiednich obszarów), stanowiąca obszerne zestawienie znalezisk archeologicznych z Pomorza Wschodniego, oraz stanowiąca uzupełnienie tej pracy rozprawa Alterthümer der Bronzezeit in der Provinz Westpreussen und den angrenzenden Gebieten (Starożytności epoki brązu w prowincji Prus Zachodnich i na sąsiednich obszarach), wydana w 1891.
Jego synem był neurolog Heinrich Lissauer (1861-1891).